# Animal House (Angie Martinez)
Animal House è il secondo album in studio della rapper statunitense Angie Martinez, pubblicato nel 2002.

## Tracce
1. Animal House (featuring Sacario, Darija Antic) – 4:34
2. A New Day – 4:27
3. TRL (Skit) – 0:26
4. If I Could Go! (featuring Lil' Mo & Sacario) – 4:06
5. Never – 3:39
6. Take You Home (featuring Kelis) – 3:59
7. Been Around the World (Skit) – 1:22
8. We Can Get It On (featuring N.O.R.E.) – 3:36
9. What's That Sound (featuring Missy Elliott) – 3:18
10. Fucked Up Situation (featuring Tony Sunshine) – 3:40
11. Waitin' On (featuring Petey Pablo) – 3:29
12. Lifestyles of the Big and Famous (Skit) – 1:07
13. Live Big (Remix featuring Fat Joe & Sacario) – 3:44
14. So Good (featuring Keon Bryce) – 4:42